# Xã Dahlonega, Quận Wapello, Iowa
Xã Dahlonega (tiếng Anh: Dahlonega Township) là một xã thuộc quận Wapello, tiểu bang Iowa, Hoa Kỳ. Năm 2010, dân số của xã này là 677 người.